# 大邱都市铁道公社3000系电力动车组
大邱都市铁道公社3000系电力动车组（：／）是大邱都市铁道公社的一款通勤型电力动车组，目前在大邱都市铁道3号线运营。

## 概况
3000系电力动车组是大邱都市铁道3号线的列车，由日立（生产车辆编号为301）和宇进产电（生产车辆编号为302-328）于2015年负责生产，并采用了单轨列车技术。目前均为3辆编组，列车车门为電動内藏门，每节车厢共2对车门。配属于七谷车辆基地和凡勿车辆基地。目前列车实行无人驾驶，在紧急状态下可进行有人驾驶。
因列車生產批次不同，早期型列車和後期型列車在外塗裝方面有所不同。後期型列車窗戶下有灰色塗裝，而早期型則沒有。此外编号302的列车已在运营后不久，将车内照明由白炽灯改为LED灯。

## 编组
| 車廂編號 | 1        | 2        | 3        |
| 集電靴   | 有       | 有       | 有       |
| 形式區分 | 31XX (M) | 32XX (M) | 33XX (M) |
| 其他設備 |          |          |          |
| 車輛重量 |          |          |          |
| 載客量   | 265人    | 265人    | 265人    |

## 圖片

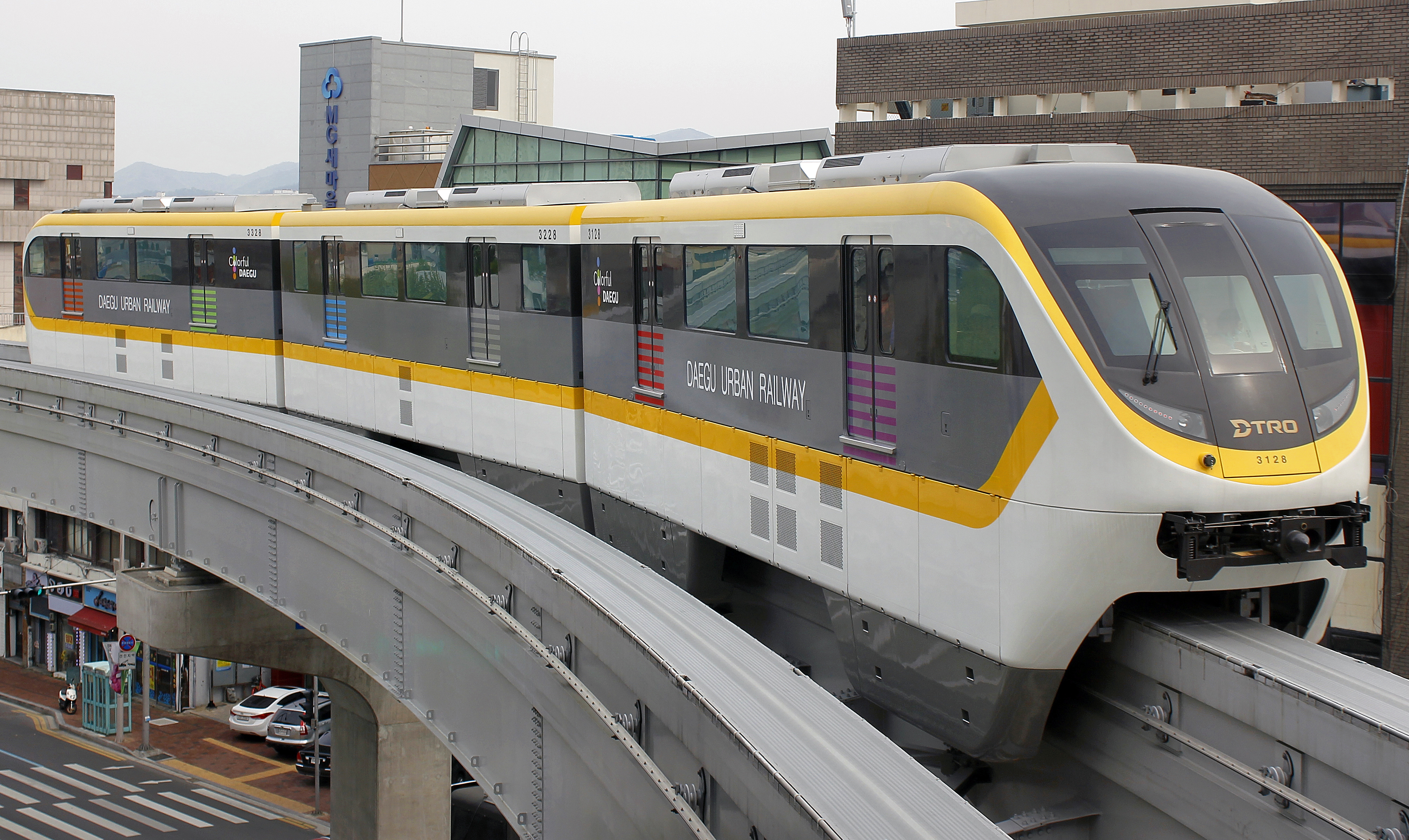
後期型列車
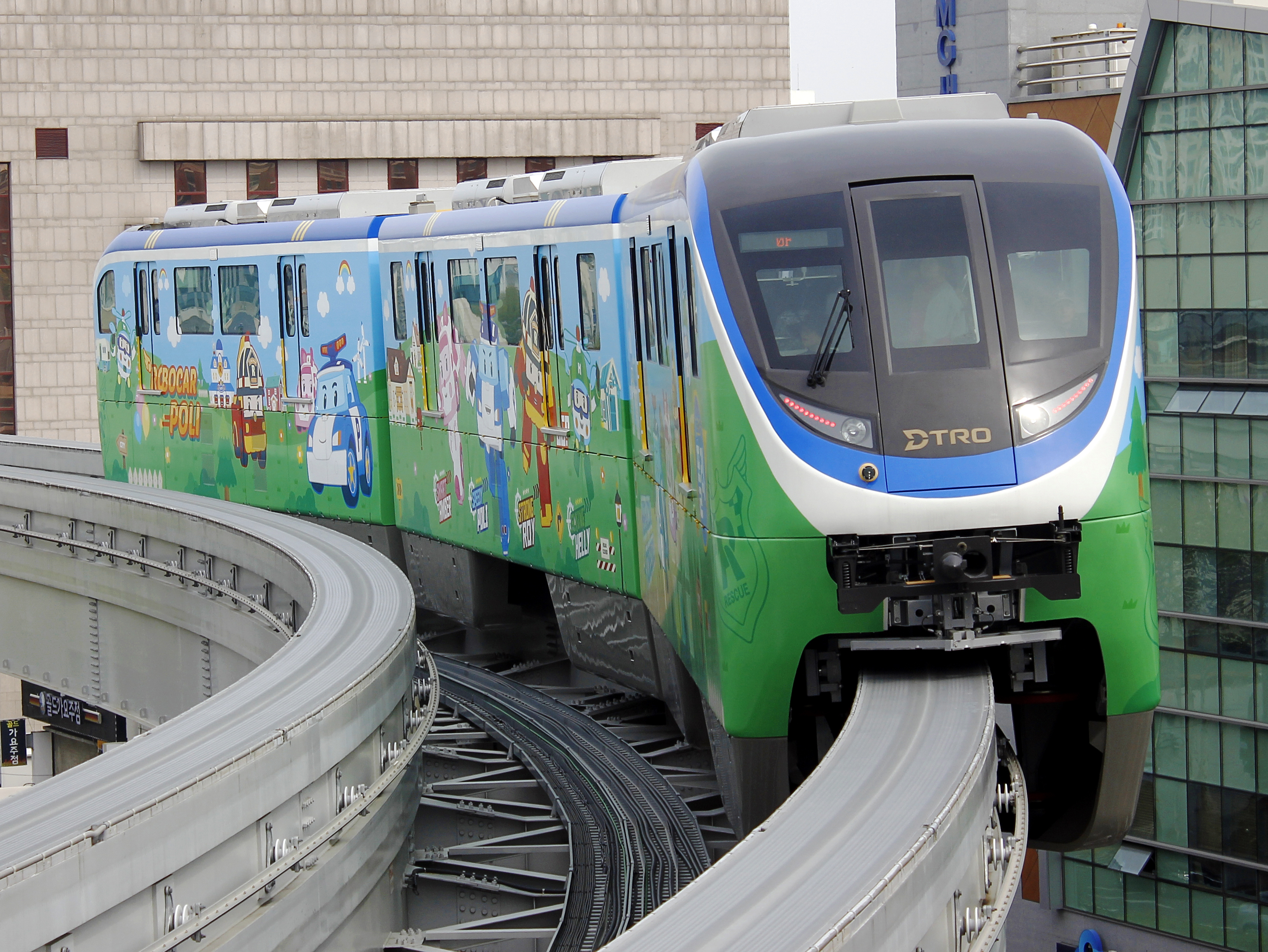
「波力救援小英雄」彩繪列車
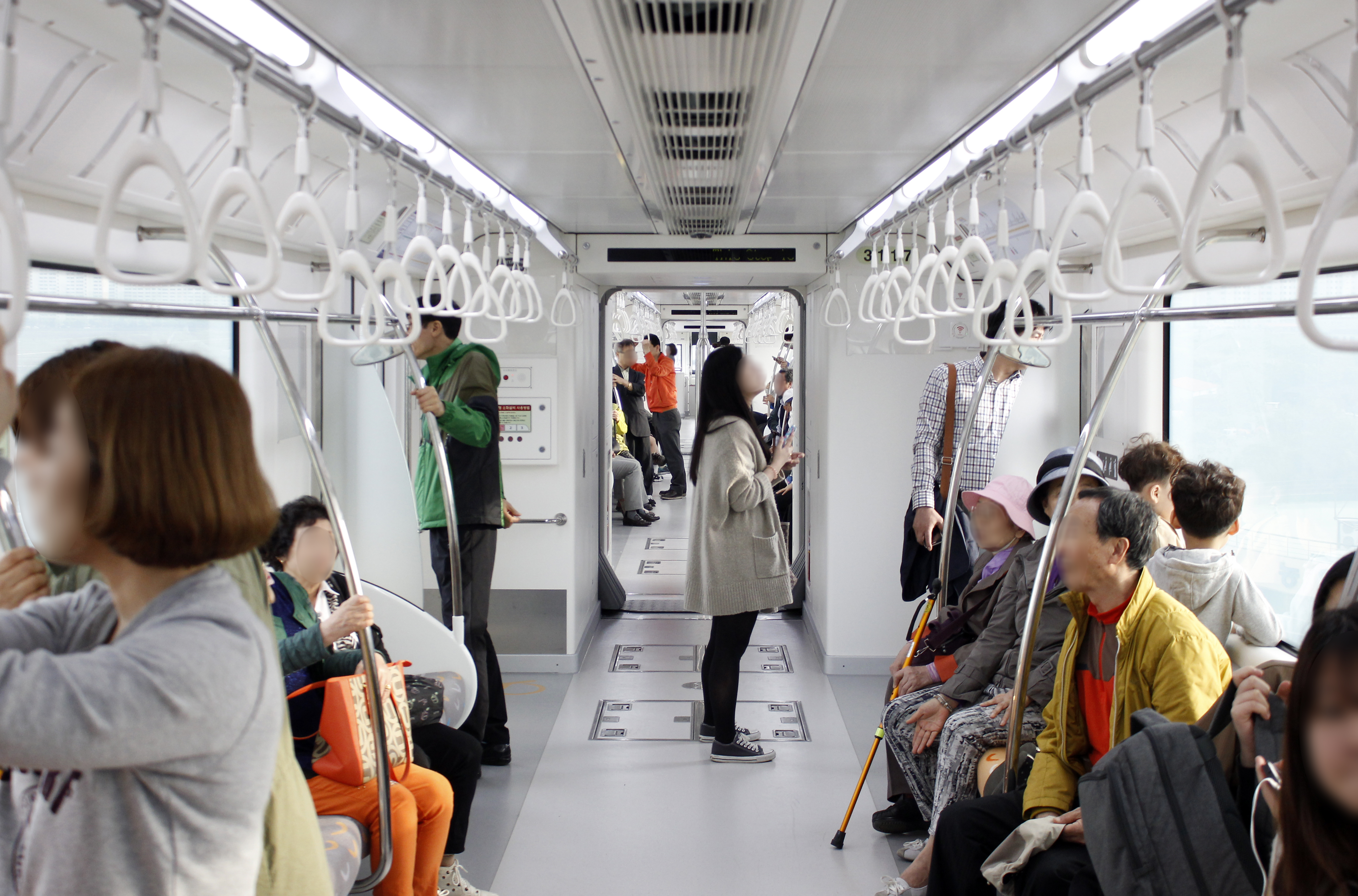
車廂內部